# Pepe Lienhard
Pepe Lienhard (Lenzburg, 23 de marzo de 1946, nombre completo de Peter Rudolf Lienhard) es un músico suizo.

## Biografía
Pepe Lienhard fundó una banda llamada "The College Stompers" en la escuela. Después de la escuela estudió derecho. Se graduó en 1969 e inició un sexteto profesional, la Pepe Lienhard Band, con la que grabó numerosos discos. Su primer éxito fue Sheila Baby. En 1977 el grupo (formado por Bill von Arx en guitarra, Christian von Hoffman en batería, George Walther en teclados, el representante suizo en Eurovision 1985 Pino Gasparini en bajo y voz, Mostafa Kafa’i Azimi en trompeta y trompa de los Alpes y por el propio Peter en flauta) representó a Suiza en Eurovision 1977 con la canción Swiss Lady, alcanzando el sexto lugar.
En 1980, Pepe Lienhard fundó la Pepe Lienhard Orchester, con la que actuó en muchas galas y bailes de ópera. Pepe Lienhard y su orquesta acompañaron a artistas como Sammy Davis Jr., Frank Sinatra y Udo Jürgens, a este último por más de 30 años.

## Discografía
- Leanhard (1974)
- Swiss Lady (1977)
- Pop x 6 (1978)
- It’s the Right Time (1979)
- Für meine Freunde (1993)
- Saxy LiebesTraum (1996)
- The Swing Goes On (2003)
- Music Is My Life (2004)
- Sounds Great (2005)
- Let’s Dance (2006)
- Let’s Swing (Pepe Lienhard Big Band, 2009)
- Humba tätärä (QL & Pepe Lienhard Horns, 2010)
- Das letzte Konzert – Zürich 2014 live (Udo Jürgens con la Orchester Pepe Lienhard, 2015)